# Брекоткін Дмитро Владиславович
Дмитро Владиславович Брекоткін (рос. Брекоткин Дмитрий Владиславович, нар.. 28 березня 1970, Свердловськ) — російський актор телебачення, телеведучий. Учасник колишньої команди КВК, а нині творчого колективу «Уральські пельмені».

## Біографія
Дмитро Брекоткін народився 28 березня 1970 року в місті Свердловську. У шкільні роки перепробував безліч спортивних дисциплін: орієнтування, лижі, плавання, бадмінтон, але ніде не затримувався довше, ніж на півроку. У п'ятому класі Дмитро потрапив у секцію самбо, де зумів закріпитися і отримав звання кандидата в майстри спорту. В період з 1988 по 1990 роки проходив службу в танкових військах. Частина дислокувалася в Німеччині (міста Пархім і Гарделеген), і Брекоткін застав виведення радянських підрозділів зі Східної Німеччини. Є сержантом запасу.

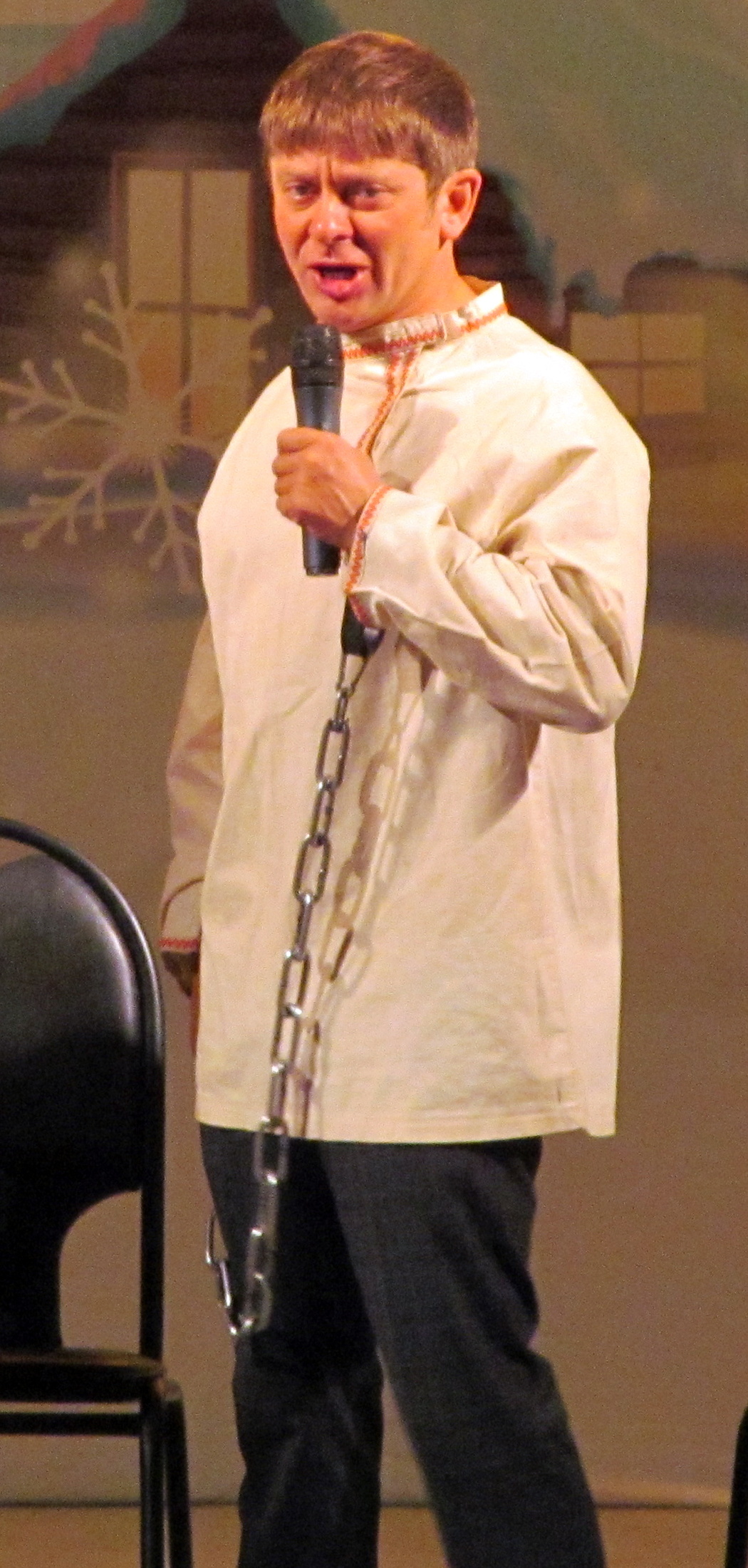
Дмитро Брекоткін на концерті «Уральських пельменів» в Пермському Б. К. Солдатова, 15 січня 2015 року.

Після армії Брекоткін навчався в УДТУ — УПІ на механіко-машинобудівному факультеті (механічна обробка кольорових металів). За словами самого артиста, свій вибір він зробив, в першу чергу, через маленький конкурс (всього 0,8 людини на місце). У студентському будівельному загоні «Едельвейс» Брекоткін познайомився з Сергієм Єршовим і Дмитром Соколовим, які запропонували йому грати за університетську команду «Уральські пельмені». У складі команди Брекоткін став чемпіоном Вищої ліги КВК 2000 року. За рік до цього колектив завоював «КіВіНа у світлому» на музичному фестивалі в Юрмалі.
Інститут Дмитро так і не закінчив: був відрахований за прогули і погану успішність. Після відрахування з інституту Брекоткін почав працювати на будівництві — починав помічником штукатура. Згодом швидко освоїв з десяток спеціальностей — від муляра до обробника. Став бригадиром, а потім і майстром будівельно-монтажних робіт. Весь цей час він поєднував роботу з виступами «Уральських пельменів». У якийсь момент перед Дмитром постав вибір: будівництво або КВК. Брекоткін довго не міг визначитися, але в підсумку віддав перевагу творчості.
Після цього він став здобувати популярність як актор і телеведучий. У 2007—2009 роках Дмитро регулярно з'являвся в проекті «Шоу Ньюѕ» на каналі ТНТ (гумористичне скетч-шоу, створене творчим колективом «Уральські пельмені» за замовленням Comedy Club Production). Одним з найбільш відомих проектів з участю Дмитра Брекоткіна стало імпровізаційне шоу «Південне Бутово», що стартувало у вересні 2009 року (останній випуск вийшов восени 2010 року). Головні ролі в цій програмі виконували Дмитро і його колега з «Уральських пельменів» Сергій Свєтлаков. Також у проекті були задіяні Тимур Батрутдінов, Віра Брежнєва, Андрій Рожков, Аліса Гребенщикова та інші артисти. Брекоткін про шоу «Південне Бутово» говорив: 
|  | Велику роль в тому, щоб я з'явився в цьому проекті, зіграв мій товариш по команді КВК Сергій Свєтлаков. За його ініціативою мене взяли на проби, і я йому за це вдячний. На зйомках я відчуваю величезний кайф. Можна жартувати, як хочеш, а тобі за це ще й гроші платять! І ще раз похвалю Свєтлакова. Він в "Уральських пельменях" був наймолодший, але найшвидше зростав в акторському плані. Як бамбук» Оригінальний текст (рос.) Большую роль в том, чтобы я появился в этом проекте, сыграл мой товарищ по команде КВН Серёга Светлаков. По его инициативе меня взяли на пробы, и я ему за это благодарен. На съёмках я испытываю огромный кайф. Можно хохмить, как хочешь, а тебе за это ещё и деньги платят! И ещё раз похвалю Светлакова. Он в „Уральских пельменях“ был самый молодой, но быстрее всех рос в актёрском плане. Как бамбук |

З серпня по грудень 2013 2014 рік був рекламним обличчям супутникового оператора «Триколор ТБ». У 2017 році також був рекламним обличчям шоколадного батончика «35».

### Особисте життя
23 грудня 1995 року артист одружився. Зі своєю дружиною Катериною Дмитро познайомився в студентському будзагоні. Вони виховують двох доньок: Анастасію (1997 р.) і Єлизавету (2004).

## Творчість

### Телебачення
- 1995—2007 — «КВК» — учасник команди «Уральські пельмені»
- 2001 — «Писаки» — Лев Толстой, письменник
- 2001 — «Поза рідних квадратних метрів» — Ілля Валентинович
- 2005—2011 — «Слава Богу, ти прийшов!» — виконавець різних ролей
- 2007—2009 — «Шоу Ньюs» — виконавець різних ролей
- 2007 — «Стінка на стінку» — учасник (4 випуск)[2]
- 2009 — 2013 — «Даєш молодь!» — виконавець різних ролей
- 2009 — «Велика різниця» — Модест Іванов
- 2009 — «День знань по-нашому» — Фелікс
- 2009 — н. ч. — Шоу «Уральських пельменів» — виконавець різних ролей
- 2010 — «Жорстокі ігри» — учасник гри
- 2010—2011 — «Південне Бутово» — Дмитро
- 2010—2011 — «Моя родина» — обличчя реклами
- 2011 — 2013 — «Нереальна історія» — виконавець різних ролей
- 2011 — «Моржовка» — Іван
- 2012 — «Валера TV» — Олексій «Льоха» Флеш
- 2013 — 2014 — «Триколор ТБ» — обличчя реклами
- 2017 — «35» — обличчя реклами

### Фільмографія
- 2008 — «Дуже російський детектив» — Олексій, постачальник піци, він же маніяк-вбивця
- 2017 — «Везучий випадок» — Сергій, головна роль